# آریتسانو
آریتسانو (به ایتالیایی: Arizzano) یک کومونه در ایتالیا است که در استان وربانو-کوزیو-اوسولا واقع شده‌است.

## خصوصیات
آریتسانو ۲٬۰۰۹ نفر جمعیت دارد و ۴۵۸ متر بالاتر از سطح دریا واقع شده‌است.